# 카를 슈테른하임

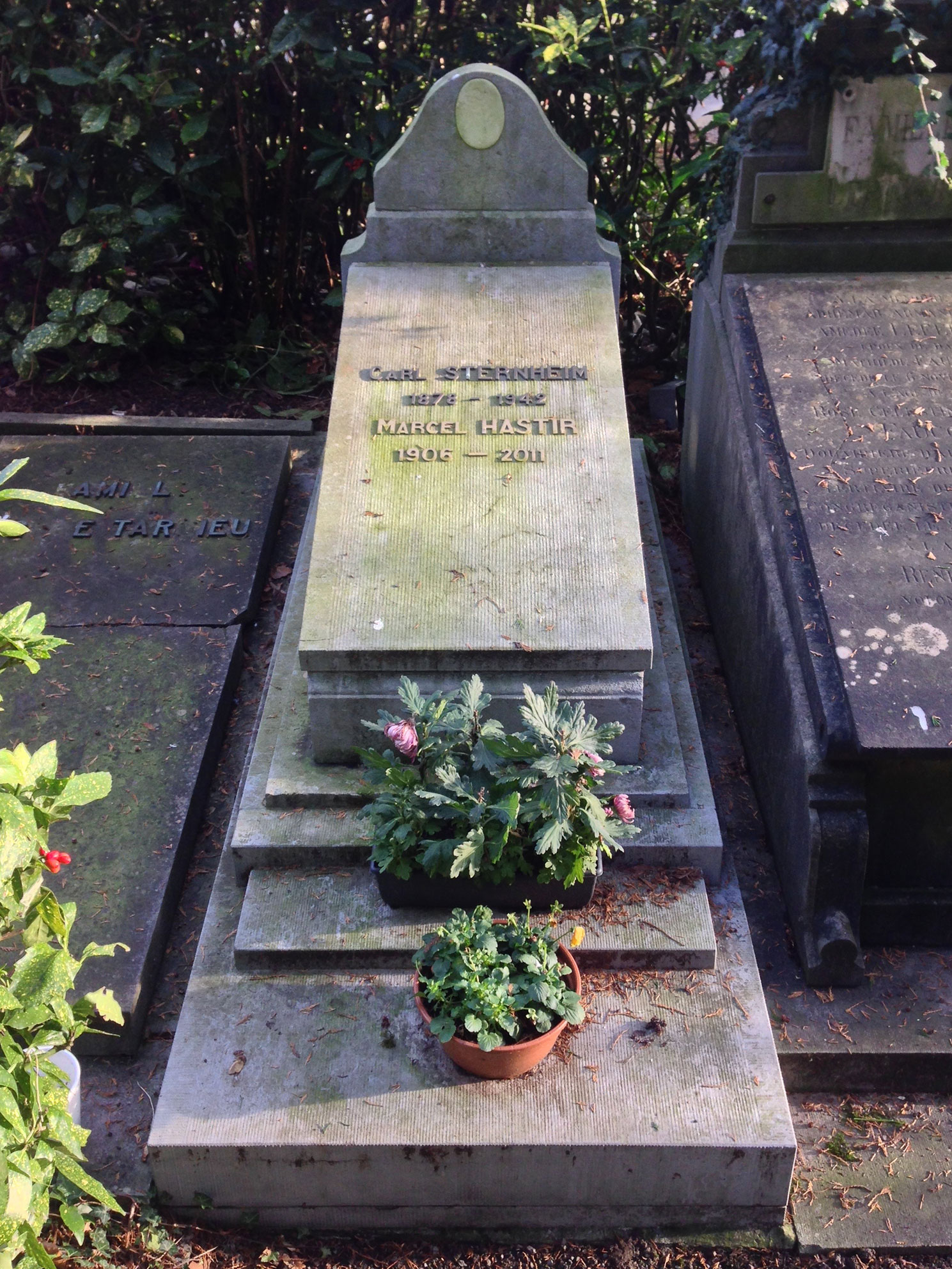

카를 슈테른하임(Carl Sternheim, 1878년 4월 1일 ~ 1942년 11월 3일)은 독일의 극작가다.
냉정한 희화적(戱畵的)인 필치로 소시민의 생활을 폭로하고, 이상을 파괴한 소시민의 영웅생활을 그린 연작(連作)인 <즈로스> <스노프> <1913> <부르주아 시펠> <금고(金庫)> 등이 대표작이다. 전보적(電報的)인 문체로써 표현주의와도 관련지을 수 있으나 감정을 배격한 지적·풍자적 태도에 의해 구별되며, 근년에 와서 또다시 부활 상연이 대단하다.